# Michael Blaudzun
Michael Blaudzun (Herning, 30 de abril de 1973) es un ciclista danés ya retirado de la competición de élite. Fue profesional desde 1995 a2008, fue tres veces campeón de Dinamarca contrarreloj (2001, 2003 y 2005) y campeón danés en ruta en 1994. Corrió en tres Tour de Francia con el equipo CSC y disputó ocho campeonatos mundiales en carretera con el equipo nacional de Dinamarca.

## Biografía
Michael Blaudzun es hijo de Verner Blaudzun, medalla de bronce en ruta en los Juegos Olímpicos de Montreal 1976. Es especialista en contrarreloj individual, donde ha ganado el título nacional danés en 2001, 2003 y 2005.
A mitad de la temporada de 1994 firmó por el equipo profesional de WordPerfect. Para la temporada 1995, el equipo cambió de patrocinadores convirtiéndose en el Novell WordPerfect que sería el equipo que Michael Blaudzun hasta 1997 en el que el equipo Novell se convertiría en el equipo Rabobank. Ganó algunas carreras con Rabobank, pero cuando firmó con el equipo alemán Telekom en 1998, tuvo muchos lugares de honor.
Para la temporada 1999 firmó con el equipo danés Home-Jack & Jones (que más tarde se convertiría en el equipo CSC). Participó en su primer Tour de Francia con el equipo CSC en 2000, pero abandonó la carrera después de la 12.ª etapa. Participó en otros dos Tour de Francia en 2001 y en 2003.

## Palmarés
| 1994 - Campeonato de Dinamarca en Ruta 1996 - 3.º en el Campeonato de Dinamarca Contrarreloj - 1 etapa de la Vuelta a Renania-Palatinado - Vuelta a Suecia 1999 - Herald Sun Tour, más 1 etapa 2000 - 2.º en el Campeonato de Dinamarca Contrarreloj 2001 - Campeonato de Dinamarca Contrarreloj - 3.º en el Campeonato de Dinamarca de en Ruta - Tour de Hesse | 2002 - 3.º en el Campeonato de Dinamarca Contrarreloj - 2.º en el Campeonato de Dinamarca en Ruta 2003 - Campeonato de Dinamarca Contrarreloj 2004 - Campeonato de Dinamarca en Ruta 2005 - G. P. Herning - Campeonato de Dinamarca Contrarreloj 2008 - 3.º en el Campeonato de Dinamarca Contrarreloj |

## Resultados Grandes Vueltas y Campeonatos del Mundo
| Carrera              | Carrera              | 1995 | 1996 | 1997 | 1998 | 1999 | 2000 | 2001 | 2002 | 2003 | 2004 | 2005 | 2006 | 2007 | 2008 |
| -------------------- | -------------------- | ---- | ---- | ---- | ---- | ---- | ---- | ---- | ---- | ---- | ---- | ---- | ---- | ---- | ---- |
|                      | Giro de Italia       | —    | —    | —    | —    | —    | —    | —    | —    | —    | —    | 73.º | 96.º | Ab.  | 62.º |
|                      | Tour de Francia      | —    | —    | —    | —    | —    | Ab.  | 84.º | —    | 45.º | —    | —    | —    | —    | —    |
|                      | Vuelta a España      | —    | —    | —    | Ab.  | —    | —    | —    | —    | —    | —    | —    | —    | Ab.  | 82.º |
| Mundial en Ruta      | Mundial en Ruta      | Ab.  | Ab.  | —    | —    | Ab.  | —    | Ab.  | —    | —    | Ab.  | —    | —    | —    | —    |
| Mundial Contrarreloj | Mundial Contrarreloj | —    | 14.º | —    | —    | —    | —    | 10.º | —    | —    | 28.º | 39.º | —    | —    | 24.º |

—: no participa

Ab.: abandono